# 레이크뷰 테라스
《레이크뷰 테라스》(영어: Lakeview Terrace)는 미국에서 제작된 닐 러뷰트 감독의 2008년 범죄 스릴러 영화이다. 패트릭 윌슨, 새뮤얼 L. 잭슨, 케리 워싱턴 등이 출연하였고, 윌 스미스 등이 제작에 참여하였다.

## 출연
- 패트릭 윌슨
- 새뮤얼 L. 잭슨
- 케리 워싱턴
- 제이숀 피셔
- 러진 네이히
- 제이 허낸데즈
- 키스 로너커
- 론 글래스
- 저스틴 체임버스
- 데일 고드볼도
- 로버트 파인
- 비치 털럭
- 이바 러루
- 버네사 벨 캘러웨이

## 기타 제작진
- 배역: 하이디 레빗
- 미술: 브루턴 존스
- 의상: 리넷 마이어